# 폴란드 국철

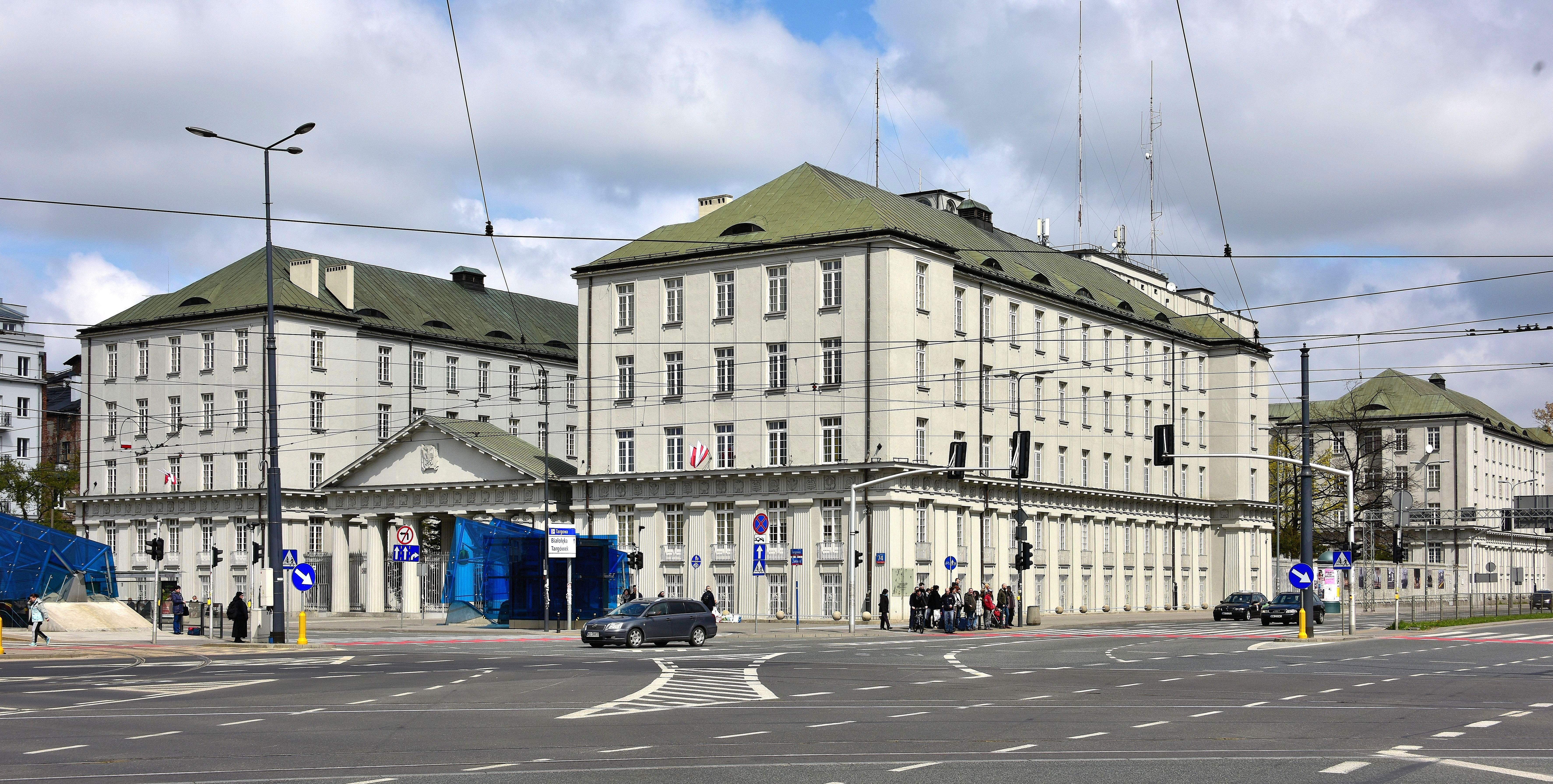
바르샤바에 위치한 본사

폴란드 국철(Polskie Koleje Państwowe S.A., Polish State Railways)은 폴란드의 지배적인 철도 운용사이다. 이 기업은 Polskie Koleje Państwowe라는 국유 기업이 기반 시설 관리 및 교통 운영 분리의 필요성을 이유로 여러 단위로 분리되면서 설립되었다. PKP 그룹 내 기업이며 이 그룹의 조직들은 PKP S.A.에 의존적이지만 사기업화가 제안되고 있다.

## 같이 보기
- 폴란드의 철도